# Belton House

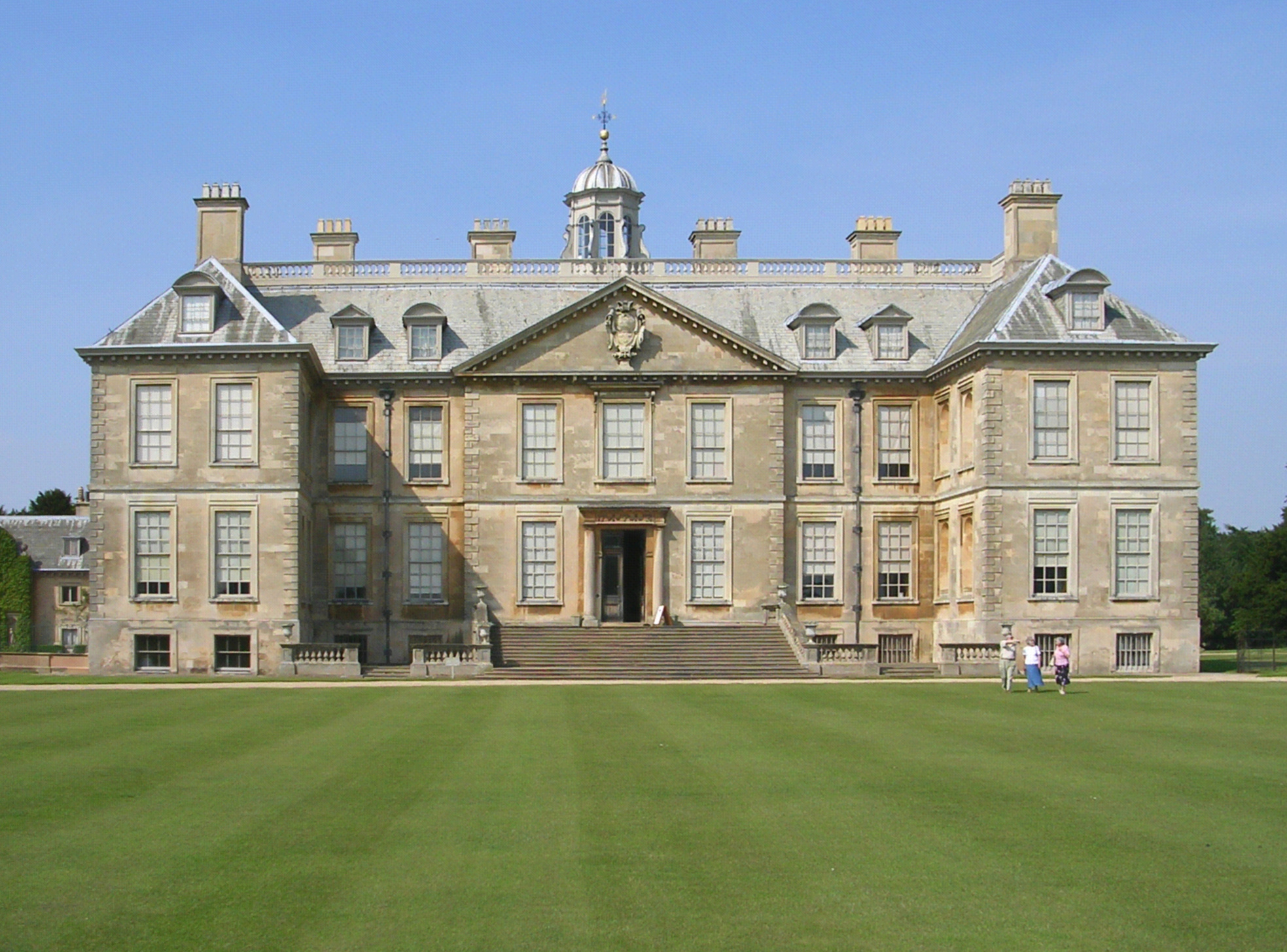
Fachada Sul de Belton House.

Belton House é um palácio rural da Inglaterra, localizado em Belton, uma aldeia do Lincolnshire próxima de Grantham. O palácio está rodeado por jardins formais e uma série de avenidas que conduzem a construções de jardim no interior do grande parque arborizado. Belton House tem sido descrito como uma compilação da mais refinada arquitectura do estilo Carolino (ou estilo Restauração), o único verdadeiro estilo vernáculo de arquitectura que a Inglaterra produziu desde a época dos Tudor. O palácio também tem sido descrito como o mais completo exemplo de um típico palácio rural inglês; também se tem afirmado que a fachada principal de Belton House serviu de inspiração para o moderno símbolo das estradas inglesas (), o qual indica a direcção das residências majestosas. Apenas Brympton d'Evercy tem sido enaltecido de forma semelhante como perfeito palácio rural inglês.
Durante trezentos anos, Belton House foi a sede da família Brownlow and Cust, a qual começou a adquirir terras na zona no final do século XVI. Entre 1685 e 1688, o jovem Sir John Brownlow e a sua esposa mandaram construir o actual palácio. Apesar de possuirem uma grande fortuna decidiram construir um palácio rural modesto em vez de um grande palácio ao estilo Barroco contemporâneo. O contemporâneo, embora provinciano, estilo Carolino foi o seleccionado para o desenho. No entanto, o novo edifício foi equipado com as últimas inovações, como as janelas de caixilhos  nas salas principais e, com maior importância, áreas completamente separadas para a criadagem. Coma a mobilidade dos Brownlow na hierarquia nobiliárquica, os quais passaram de baronetes a barões, depois a condes e novamente barões, gerações sucessivas desta família fizeram alterações ao interior do edifício, o que reflecte a mudança na posição social e nos seus gostos, embora a estrutura e o desenho do palácio tenham sido pouco alterados.
Depois da Primeira Guerra Mundial, um período durante o qual os "Machine Gun Corps" (um antigo corpo do exército britânico) estiveram instalados no parque, os Brownlow, tal como muitos dos seus pares, foram confrontados com um acumular de problemas financeiros. Em 1984 cederam o palácio — completo, com a maior parte do seu conteúdo — ao "National Trust for Places of Historic Interest or Natural Beauty" (Instituto Nacional para Lugares de Interesse Histórico ou Beleza Natural). Actualmente, o palácio está completamente aberto ao público e é visitado por muitos milhares de turistas em cada ano. Em 1988 foi apresentado na adaptação da BBC das histórias de fantasmas de Helen Cresswell, a série Moondial. Apareceu igualmente, em 1995, como "Rosings Park" na versão televisiva da BBC de Orgulho e Preconceito, protagonizada por Jennifer Ehle e Colin Firth.

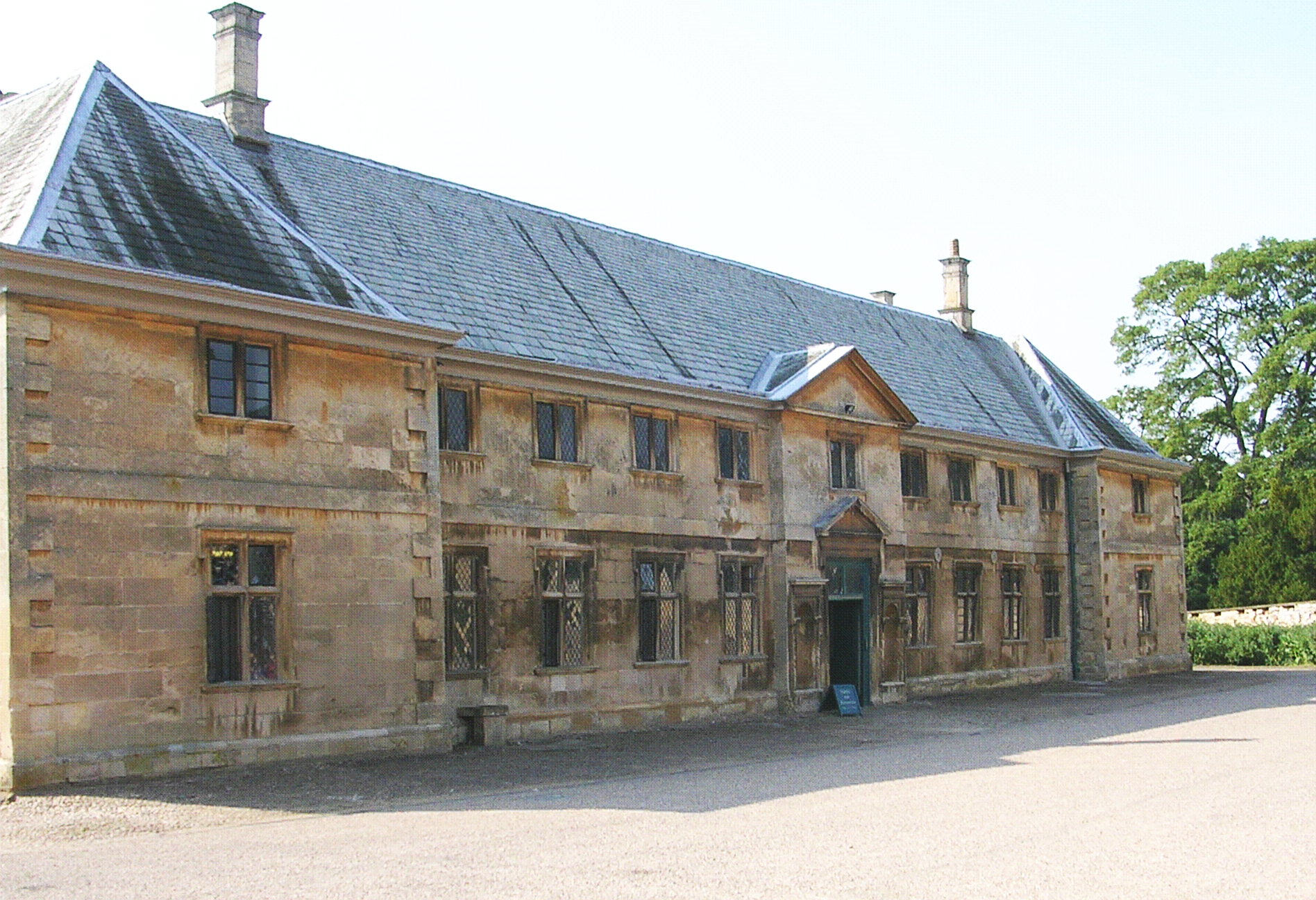
O setecentista bloco dos estábulos de Belton House é conhecido por ser obra completa de William Stanton, sendo menos perfeita no desenho que o edifício principal.

## História inicial
A família Brownlow, uma dinastia de advogados, começou a acumular terras na área de Belton a partir, aproximadamente, de 1598. Em 1609 adquiriram a reversão do próprio domínio de Belton à família Pakenham, que finalmente vendeu o solar a Sir John Brownlow I em 1617. A velha casa estava situada próximo da igreja e permanecia desocupada por longos períodos, desde que a família preferia as suas outras casas. John Brownlow havia casado com uma herdeira mas não teve filhos; estava ligado aos seus únicos dois parentes de sangue, um sobrinho-neto, igualmente chamado John Brownlow, e uma sobrinha-neta, Alice Sherard. Os dois primos casaram em 1676; três anos mais tarde, o casal herdou as propriedades Brownlow do seu tio-avô, com um rendimento anual de 9.000 libras mais 20.000 libras em dinheiro. Compraram imediatamente uma casa citadina na elegante Southampton Square, em Bloomsbury, Londres, e dedidiram construir uma nova casa de campo em Belton.

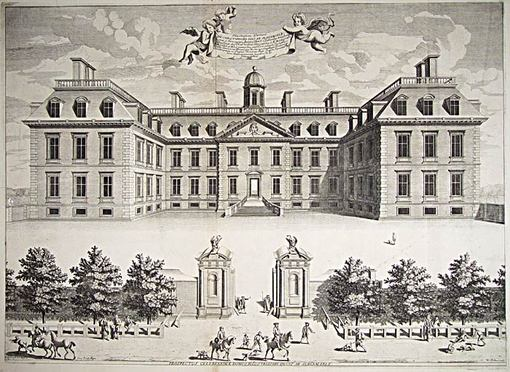
Clarendon House, Londres, desenhada por Roger Pratt, serviu de inspiração para Belton House. Clarendon House segue a mesma linha, apesar de possuir menos ornamentos barrocos, do Château de Vaux-le-Vicomte, construído em França poucos anos antes.

Os trabalhos do novo edifício começaram em 1685. Pensa-se que o arquitecto responsável pelo desenho inicial terá sido William Winde, apesar de a obra também ter sido atribuída a Sir Christopher Wren, enquanto outros crêem que, por o desenho ser tão semelhante ao da londrina Clarendon House de Roger Pratt, poderá ter sido criação de qualquer talentoso desenhador técnico. Hoje em dia é popularmente assumido que Winde foi o arquitecto, com base na similaridade estilística entre a concluida Belton House e Coombe Abbey. Uma outra evidência é uma carta datada de 1690, na qual Winde recomenda um estucador e dá conselhos sobre a conclusão dos interiores.
De qualquer forma, o arquitecto de Belton House segiu de perto o desenho de Clarendon House, concluída em 1667. Este grande palácio citadino de Londres (demolido cerca de 1683) foi um dos mais admirados edifícios da sua época devido à "sua elegante simetria e desenho confiante e sensato". Sir John Summerson descreveu Clarendon House como "a mais influente casa do seu tempo entre aquelas voltadas para a grande maneira" e Belton House como  "o mais refinado exemplo sobrevivente da sua classe". Sabe-se que John e Alice Brownlow juntaram uma das melhores equipas de artesãos, disponível no momento, para trabalhar no projecto. Esta equipa de sonho era liderada pelo mestre maçon William Stanton, o qual supervisionou o projecto. O seu ajudante principal, John Thompson, havia trabalhado com Sir Christopher Wren em várias das últimas igrejas de Londres, enquanto que o marceneiro chefe, John Sturges, tinha trabalhado em Chatsworth House sob o comando de William Talman. O ferreiro John Warren havia trabalhado às ordens de Stanton no Buckinghamshire, e os refinadados portões com remates, em ferro forjado, de Belton House podem ser da sua autoria. Tão competentes foram os construtores de Belton House que Winde deve ter feito pouco mais que providenciar os planos e desenhos originais, deixando a interpretação para os artesãos no terreno. Esta teoria é demonstrada pela aparência externa do bloco dos estábulos adjacente. Mais provinciano, e menos magistral na proporção, é conhecido por ter sido, inteiramente, obra de Stanton.

## Arquitectura

### Ethos

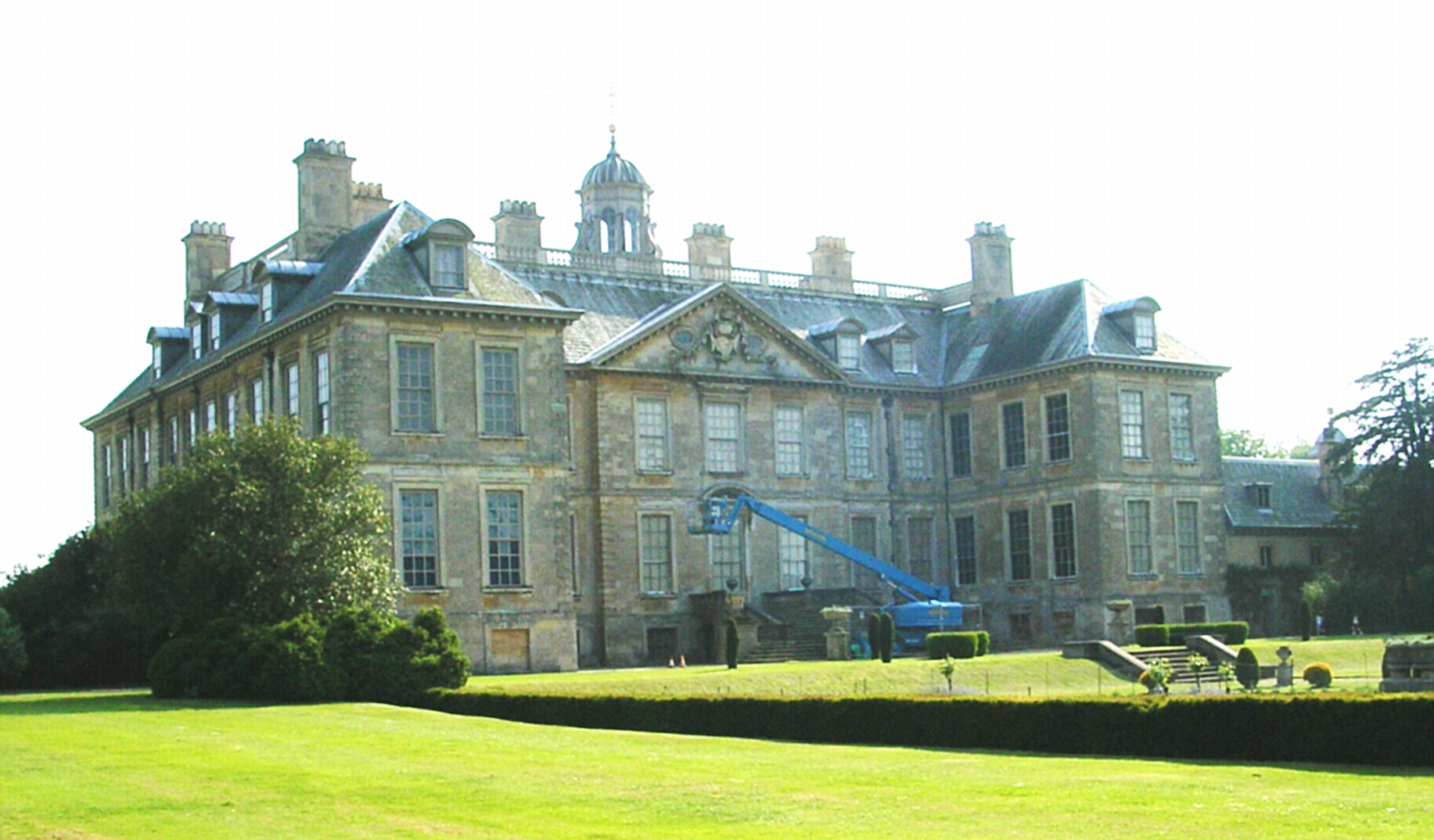
A fachada Norte de Belton House. O desenho da sala dupla setecentista possibilita uma maior simetria entre as fachadas, enquanto permite que o edifício seja compacto e fique debaixo de um mesmo telhado.

O final do século XVII foi uma época de grande progresso no desenho na Inglaterra. Depois dos anos austeros do governo da Commonwealth of England, um grande florescimento e desenvolvimento Restauração da Monarquia em 1660. Os realistas exilados e os jovens abastados que haviam feito o Grand Tour, regressaram a casa com novas ideias — frequentemente variações extravagantes de temas clássicos. Isto foi, para a Inglaterra, o despontar da era do Barroco. A nova vaga de arquitectos como Roger Pratt, John Webb e Sir Christopher Wren não só construíram vastos edifícios em estilos inspirados na Renascença como também transformaram velhas casas já existentes.
A partir desta época os senhores passaram a querer viver separados dos seus criados, deixando de comer juntos na Grande Galeria e banindo das partes principais das casas qualquer evidência de odores dos cozinhados e da criadagem. Os patrões passaram a viver em elegantes salas arejadas, por cima do andar térreo, com privacidade em relação aos seus servidores que passaram a estar confinados, a não ser quando chamados, a andares especificamente delegados — frequentemente o piso térreo e os andares do ático. Este era um período de grandes mudanças sociais na história britânica, e os educados orgulhavam-se do seu próprio esclarecimento e da sua elegância. Embora Belton House não tenha sido construído em estilo Barroco, exibe todas as características típicas das novas tendências.

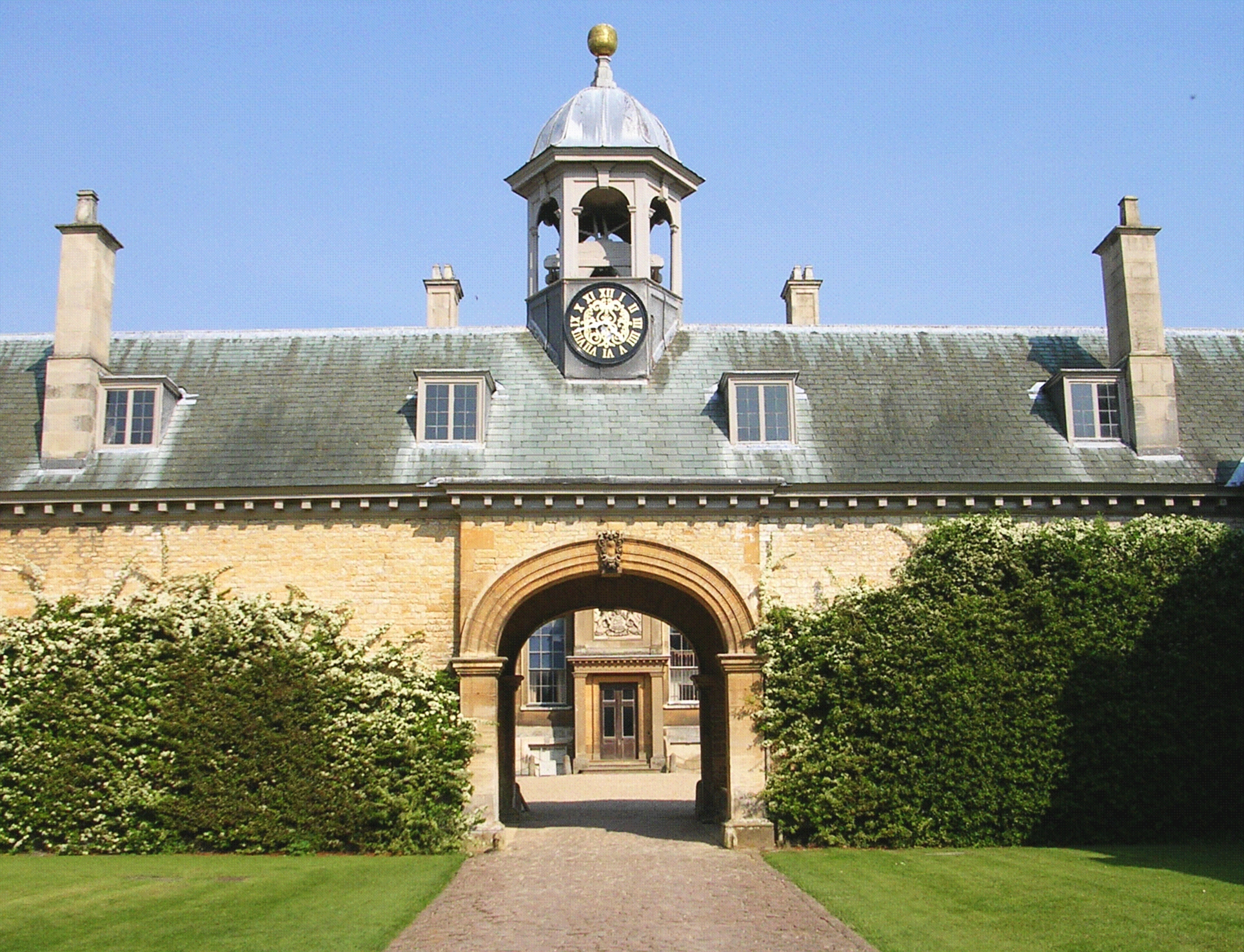
A abordagem do edifício através do pátio da entrada Oeste (C na planta abaixo). Esta é a entrada que deve ter sido usada mais frequentemente pela família, que vivia privadamente na ala Oeste. A torre do relógio foi desenhada num eixo de simetria, e como complemento, com a cúpula no topo do próprio palácio.

Belton House foi desenhado num estilo arquitectónico sóbrio, de inspiração quase Palladiana, popular imediatamente antes de o ornado estilo barroco emergir na Inglaterra. A forma geral que esta arquitectura tomou foi de uma simetria severa, com casas frequentemente rectangulares, com um frontão sobre as secções centrais. Este conceito quase rígido influenciou o desenho de inúmeras casas, incluindo Belton House. Este estilo, ficaria conhecido mais tarde como "Carolino" (de Carolus, o nome latino do monarca reinante Carlos II), era popular entre a aristocracia menor e entre os gentis (proprietários de terras, mas sem título), tanto nas suas residências urbanas como nas casas de campo, até muito depois da morte de Carlos II.
Belton House foi construído com a local pedra de Ancaster, com uma luminosa pedra polida de Ketton para os cantos. A planta em forma de "H" foi um desenho que se tornou popular no final do Período Isabelino. No entanto, no final do século XVI, a arquitectura doméstica havia evoluido mais que "uma sala de profundidade" de extensão das primeiras casa com planta em "H", tal como Montacute House por exemplo. O novo esquema colocou salas à frente e atrás, criando uma casa com duas salas de profundidade. Isto ficou conhecido como "edifício duplo". Tal como acontece em Belton, isto permitia não só que as salas fossem melhor iluminadas e aquecidas, como também que tivessem melhores acessos e relação entre si, com a maior de todas as vantagens — maior privacidade. No lado da construção, a dupla sala de profundidade permitiu que o edifício fosse mais compacto e sob um único telhado, mais facilmente construído e com redução dos custos. As construções tinham agora uma aparência mais sólida, com mais que apenas uma ou duas fachadas.
O exterior do palácio, assim como outros edifícios existentes na propriedade, inspiraram o desenho da The Mount, a casa de Edith Wharton em Lenox, Massachusetts.

### Projeto

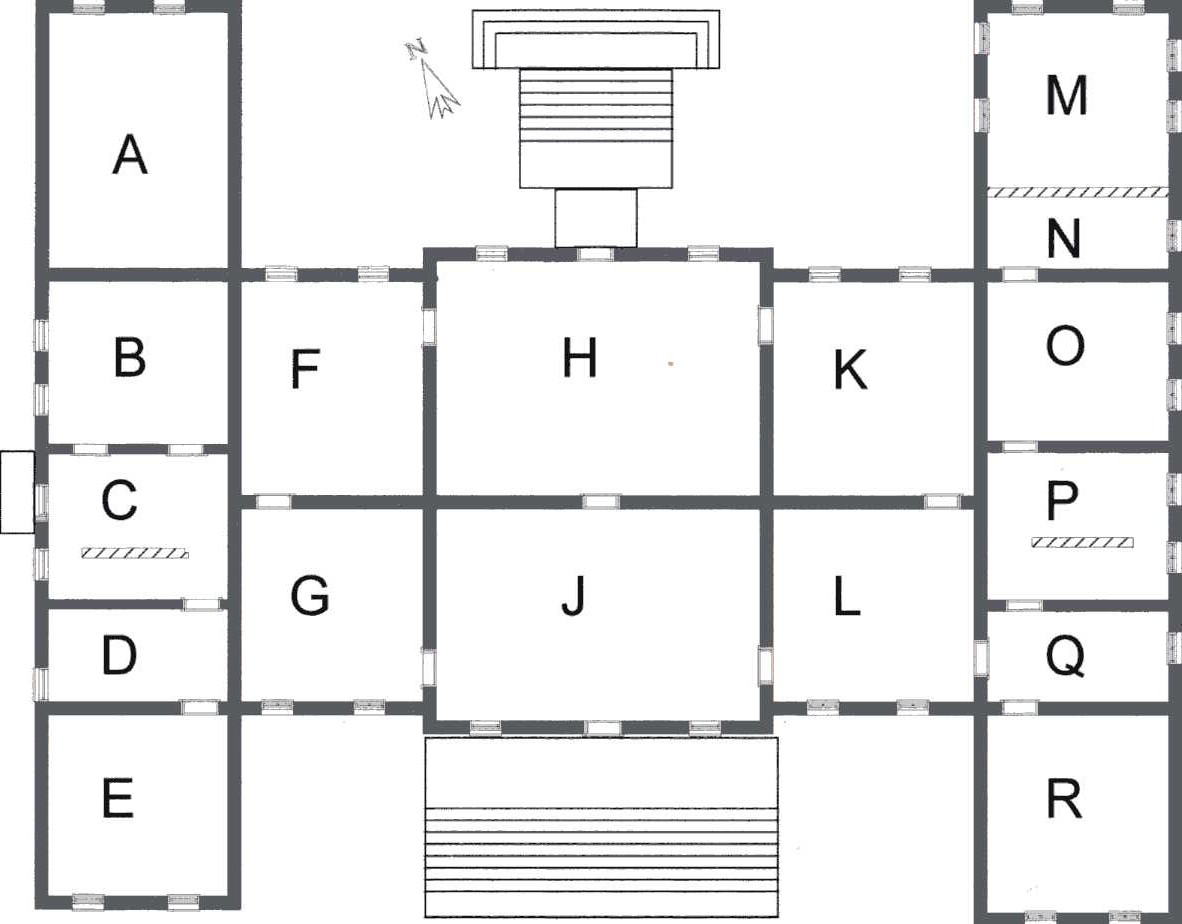
Planta do Primeiro andar de Belton House. Legenda: A: Piso superior da cozinha (actual Sala Hondecoeter); B: Sala de serviço (actual Sala de Pequeno-almoço); C: Escadas secundárias e Entrada Oeste; D: Closet (pequeno quarto); E: Sala de Aulas; F: Sala de Visitas (actual Sala de Estar Encarnada; G:Pequeno Salão (actual Sala das Tapeçarais); H:Grande Salão (actual Salão); J: Galeria de Mármore; K: Sala de Estar (actual Sala Tyrconnel); L: Grande Escadaria; M: Piso superior da capela; N: Galeria dos assentos privados com vista para a capela; O: Antecâmara (actual Sala de Estar da Capela);P: Escadas secundárias e Entrada Este; Q: Closet Doce; R Quarto (actual Sala Azul). Nota: Esta planta não está à escala e serve unicamente para propósitos ilustrativos.

A planta da Belton House estava já ultrapassada para o seu tempo. Depois da Restauração e do influxo de ideias europeias, tornou-se popular, nas grandes casas, seguir a moda continental de um conjunto de salas de aparato, composto por uma sala de estar, sala de vestir de cada lado do salão ou galeria de aparato. Estas salas estavam permanentemente reservadas para uso de hóspedes de elevado estatuto social, tal como um monarca em visita. Embora Belton House tenha um salão no seu centro, não possui fileiras de salas de aparato de menores dimensões a flanqueá-lo. A possível razão para este esquema pouco comum pode prender-se com o facto de, apesar de os Brownlow possuírem uma grande fortuna, o seu título ser apenas de baronete, e a sua fortuna ter apenas um século. Deviam ser olhados como gentis e não como aristocratas. Como resultado, a construção de um conjunto de salas de aparato teria sido em sinal de esperança em lugar de antecipação de uma visita Real. No entanto, a inexistência de um elegante e formal conjunto de aposentos de aparato e a falta de credenciais sociais dos Brownlows não evitou que recebessem a visita do Rei Guilherme III na recém concluída casa, em 1695. O Rei ocupou o "melhor quarto", uma grande sala com um closet adjacente, directamente por cima do salão.
O desenho de Belton House seguiu o velho estilo de dispersar salas de recepção e quartos pelos dois pisos principais. O esquema usado seguiu a teoria de Roger Pratt segundo a qual as salas dos hóspedes e as da família deviam estar totalmente separadas. Como consequência desta filosofia, a família ocupava as salas no primeiro e segundo piso da ala Oeste, enquanto que a grande escadaria se erguia para o lado Este do palácio, com os melhores quartos de hóspedes na ala Este. A escadaria foi, deste modo, desenhada para ser grandiosa e imponente, fazendo parte do percurso dos hóspedes desde a Galeria e Salão do primeiro piso até aos principais sala de jantar e quarto, no segundo. Este velho conceito está mais claramente exemplificado no isabelino Hardwick Hall, no vizinho Derbyshire.
O hall da entrada principal, os quartos de hospedes e quartos familiares estão situados no primeiro andar, sobre uma cave que compreende as salas de serviço. As duas entradas principais do palácio, no centro das fachadas Norte e Sul, foram acedidas por escadarias exteriores, originalmente com um amplo tramo único no lado Norte e uma escaldaria dupla no lado Sul. Estas escadarias foram substituídas por um desenho mais simples ilustrado na planta acima.

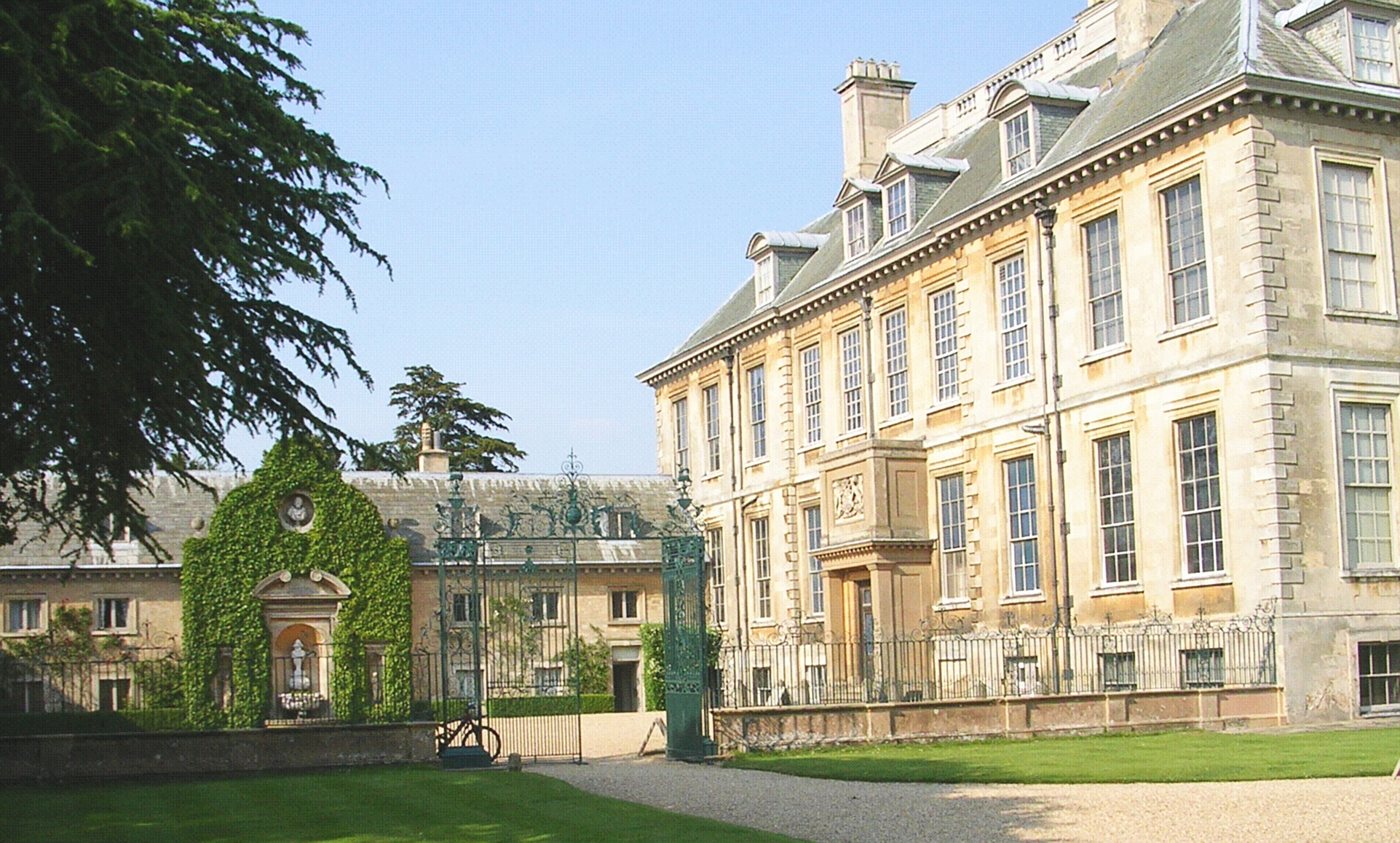
A fachada Oeste de Belton House. Muitas das janelas são falsas, e foram assim colocadas para providenciar simetria. O gradeamento barroco em ferro forjado (possivelmente da autoria de John Warren) encerra um pátio entre o palácio e os estábulos, criando assim o efeito de um cour d'honneur (pátio de honra) para a entrada Oeste do edifício (C na planta).

O segundo andar tem uma fenestração equilibrada, com janelas de valor igual às do primeiro andar. A última inovação, janelas de faixas, foi usada em ambos os pisos. A meia-cave e o ático usaram as mais ultrapassadas janelas amaineladas e travejadas, indicando o estatuto mais baixo dos ocupantes destes pisos. Foi claramente enfatizado de fora que que os dois andares principais se destinavam puramente para uso de aparato e familiar, ficando as áreas de serviço e da criadagem confinadas à meia-cave e ao ático. Este conceitou de manter a criadagem e as matérias de serviço fora da vista (quando não requeridos) era relativamente novo tendo sido empregado pela primeira vez num desenho de Pratt, no Berkshire. O comentador social contemporâneo Roger North elogiou as escadas secundárias, das quais Belton House tem dois exemplos (C e P na planta), como uma das mais importantes invenções dos seus dias.
A sala principal é a Galeria de Mármore (J) ao centro da frente Sul; esta galeria é o começo de uma grande sucessão de salas, e corresponde ao antigo grande Parlour, ou Salão, da frente Norte. A Galeria de Mármore encontra-se flanqueada pelo antigo Pequeno Parlour (G, actual Sala das Tapeçarias) e a Galeria da Grande Escadaria (L), enquanto que o Salão (H) se encontra flanqueado por salas de visitas (F, K). Embora a Galeria de Mármore e o Salão estejam no centro de uma pequena fileira de salas de recepção, não tinham a intenção de formar o coração de um conjunto de salas de aparato à moda barroca. De facto, uma das mais importantes salas, a Grande Sala de Jantar (actual biblioteca), estava totalmente separada no andar acima, directamente por cima da Galeria de Mármore. Os quartos foram organizados em conjuntos individuais em ambos os pisos das duas alas (E, R, etc.), que flanqueia o que por vezes é chamado de "state centre" da casa. A escadaria principal, colocada de um dos lados da Galeria de Mármore, é um dos poucos elementos em Belton House dispostos de forma assimétrica. Este possui um robusto tecto estucado, incorporando a insígnia dos Brownlow, criado pelo estucador londrino Edward Goudge, "agora visto como um dos melhores mestres da Inglaterra na sua profissão", segundo citação de William Winde, em 1690. O outro grande tecto estucado, criado por Goudge, fica na capela.
As necessidades físicas e espirituais foram balanceadas simetricamente no interior do palácio: a cozinha (A) e a capela (M) eram ambas grandes galerias de dois andares, erguendo-se desde a meia-cave até ao primeiro andar. Este desenho não só providenciou um grande e imponente espaço, como também permitiu que os criados tomassem parte nos cultos religiosos sem deixar o andar de serviço, enquanto que os seus patrões podiam assistir aos cultos a partir da galeria privada (N), completada com uma lareira, com vista para a capela no piso abaixo.

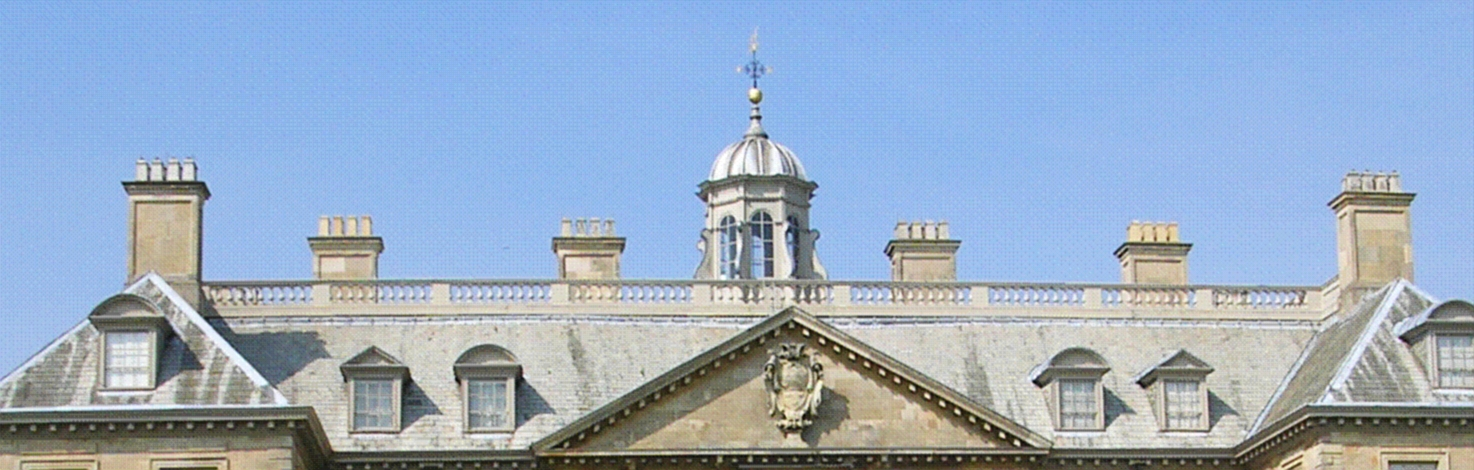
Belvedere e cúpula no topo do telhado.

Uma das mais importantes características carolinas do palácio é a balaustrada e cúpula coroando o telhado, outro elemento introduzido na arquitectura inglesa por Roger Pratt. A cúpula em Belton House não ilumina um grandioso hall abobadado, como é frequentemente o caso na Europa continental, mas acolhe uma escadaria que dá acesso a uma grande plataforma panorâmica no topo do telhado, oculto a partir do terreno pela balaustrada que encabeça o mais convencional e visível telhado superioe. A partir deste ponto privilegiado, os proprietários de Belton podiam admirar a perfeita simetria das suas avenidas e jardins formais difundidos a partir do edifício. Esta característica do palácio foi removida pelo arquitecto James Wyatt quando modernizou o edifício no século XVIII. Este foi, no entanto, restaurado para a sua forma original, na década de 1870, pelo 3º Conde Brownlow.

## Interior e conteúdos

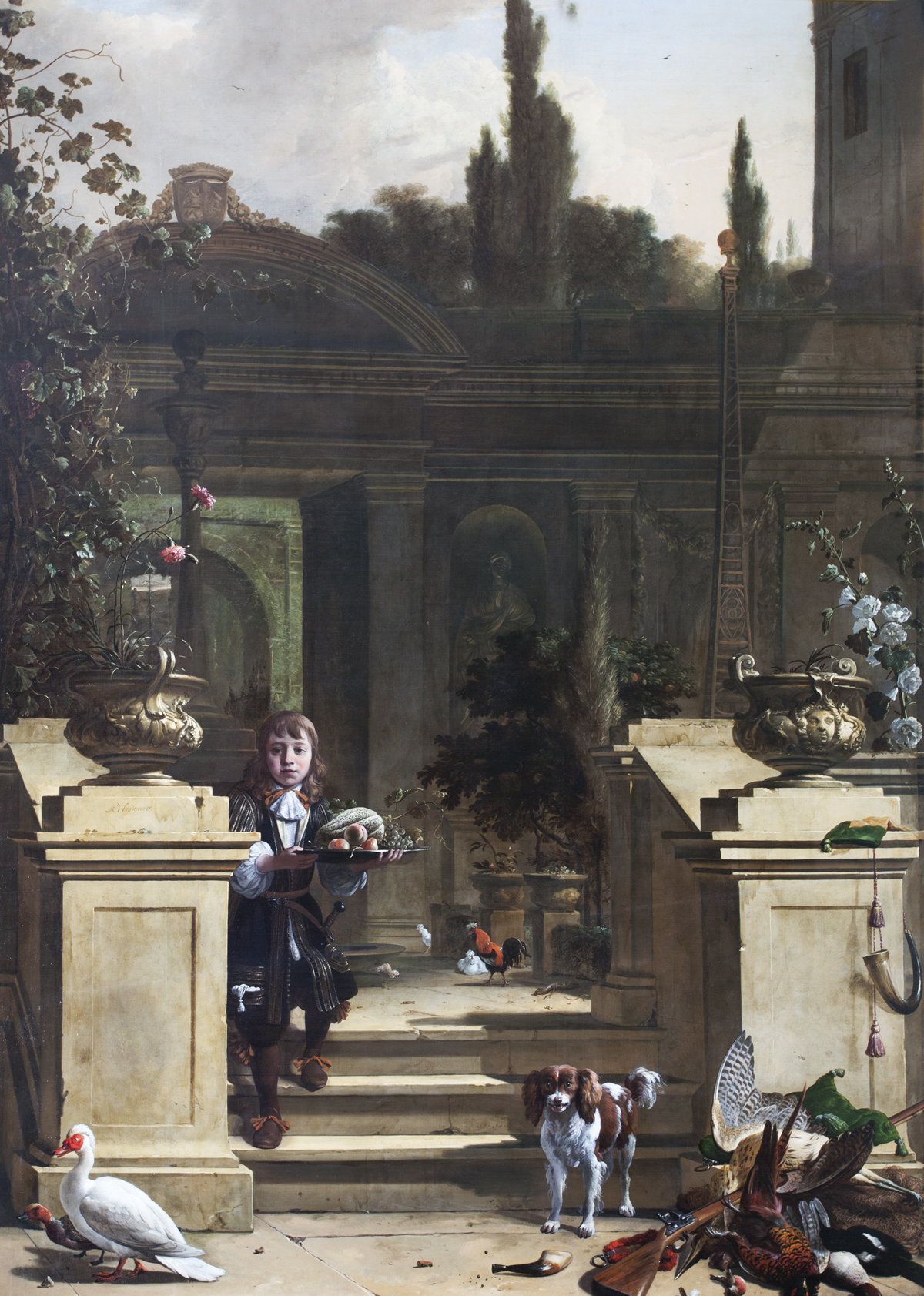
Uma das três grandes telas de Melchior d'Hondecoeter na sala nomeada em sua homenagem em Belton House. As pinturas foram adquiridas em 1873 pelo 3º conde Brownlow. Foram cortadas para se ajustar ao seu local inicial. Não existia espaço suficiente em Belton House para uma quarta tela do conjunto. Esta encontra-se agora nos E.U.A.

Algumas das muitas salas de Belton House foram alteradas ao longo dos últimos 300 anos, tanto no uso como no desenho. Uma das salas principais, a Galeria de Mármore (J), a primeira das grandes salas de recepção, serve como hall de entrada a partir da entrada Sul. Na época da concepção de Belton House, a grande galeria já não era um lugar para o pessoal doméstico comer, mas sim pensada como grande entrada da casa. O hall teve originalmente 28 retratos pendurados de Reis, Rainhas e Imperadores, de Guilherme o Conquistador a Guilherme III, pretendendo dar ao palácio um ar de importância dinástica. Os menos numerosos e muito mais recentes retratos da família Brownlow foram suspensos na Grande Sala de Jantar, imediatamente acima. A Galeria de Mármore recebeu o seu nome a partir do pavimento axadrezado com ladrilhos de mármore pretos e brancos. A sala está totalmente apainelada com madeira de tília, e partes dos painéis contêm embelezamentos atribuídos a Grinling Gibbons. No início do século XIX, esta sala, e algumas outras, foi remodelada por Jeffry Wyatville, que além de granular e pintar os painéis para imitar carvalho, inseriu portas falsas no apainelamento para contrabalançar portas reais já colocadas.

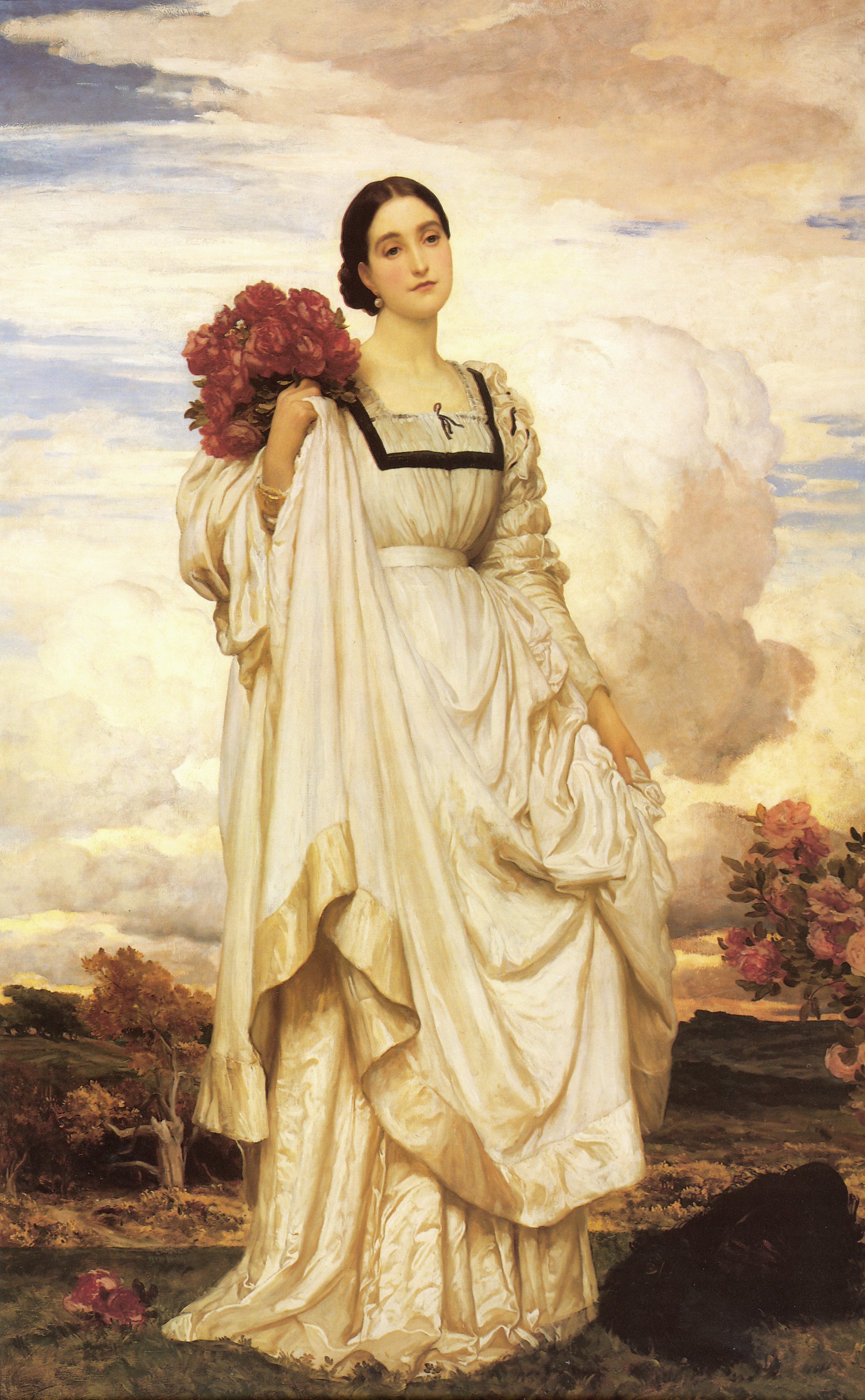
Adelaide, esposa de Adelbert Wellington Brownlow-Cust, 3º Conde Brownlow. Ela e o seu marido restauraram muitos dos elementos carolinos de Belton House, e são largamente responsáveis pelo aspecto que os interiores apresentam actualmente. Os Brownlow forma membros de "The Souls", um elegante salão constituido por aristocrtaas estéticos. Este retrato, por Frederick Leighton, está suspenso na escadaria de Belton House.

A segunda das salas de recepção principais, o Salão (H), abre-se a partir da Galeria de Mármore. Esta grande sala apinelada encontra-se num eixo de simetria com as avenidas dos jardins formais a Norte. Originalmente conhecido como Grande Parlour, sempre foi a principal sala de recepções da casa. Contém a sua lareira de mármore original e um tecto ornado com estuque, o qual é uma cópia Vitoriana do tecto original criado pelo estucador carolino Edward Goudge. Actualmente, a sala está mobilada com retratos da família e mobília datada da época em que Lorde Tyrconnel, sobrinho de Sir John Brownlow II, tinha a posse do palácio (1721–1754). A peça central da sala é uma grande carpete Aubusson, fabricada em 1839 para o 1º Conde Brownlow.
De cada lado do salão fica uma sala de estar menor (F, K), as quais devem ter servido originalmente como salas de visitas privadas, a partir das actividades mais públicas que deveriam ter lugar na Galeria de Mármore e no Salão. Uma destas salas de visitas foi transformada em quarto principal, ou de aparato,durante a ocupação de Lorde Tyrconnel, numa tentativa de criar um conjunto mais elegante de salas de aparato barrocas. Ironicamente, quando a Rainha Adelaide, viúva de Guilherme IV, esteve em Belton House, em 1840, o quarto de aparato havia sido colocado no seu lugar original, na câmara por cima do Salão, agora conhecida como Sala da Rainha.
A última grande sala de recepção do primeiro andar é a Sala Hondecoeter (A), assim chamada devido às três gigantescas pinturas a óleo de Melchior d'Hondecoeter (1636–1695), representando cenas de pássaros em pátios, os quais foram instalados nos apainelamentos neo-carolinos. O apinelamento foi introduzido na sala pelo 3º Conde Brownlow em 1876. Esta sala, mobilada como a principal sala de jantar do palácio, foi formada em 1808 a partir da parte superior da cozinha inicial, a qual se erguia originalmente por dois andares.
O Hall da Escadaria (L), a Este da Galeria de Mármore, está colocada de forma pouco comum em Belton House, uma vez que numa casa deste período esperar-se-ia encontrar a escadaria no hall. As escadas elevam-se em três tramos em volta das paredes Oeste, Norte e Este da antiga Grande Sala de Jantar por cima da Galeria de Mármore. Desta forma, a escadaria serviu cimo um importante percurso de aparato. ligando as três principais salas de recepção do edifício. A Grande Sala de Jantar, actualmente a biblioteca, foi profundamente alterada e todos os traços da decoração carolina removidos, primeiro por James Wyatt, em 1778, quando foi transformada numa sala de estar com tecto abobadado, e novamente em 1876, quando a sua utilização foi novamente alterada, desta vez para servir como biblioteca. A sala contém cerca de 6.000 volumes, um soberbo exemplo de coleccionamento de livros por mais de 350 anos. Quando Lord Tyrconnel morreu, em 1754, um catálogo desta boblioteca identificou quase 2.300 livros. Quase todos eles permanecem, actualmente, na biblioteca de Belton House.
A partir da Biblioteca chega-se à Sala da Rainha, o antigo "Melhor Quarto". Esta sala apainelada foi decorada no início do século XIX para a visita da Rainha Adelaide. Esta contém a grande cama com baldaquino em estilo Rococó, na qual a Rainha dormiu, acabada com o monograma Real "AR" (Adelaide Regina) bordado na cabeceira. As outras salas do segundo andar são, na sua maioria, quartos, entre os quais se encontra a Sala Chinesa com o seu papel de parede chinês original, pintado à mão no século XVIII, o qurto amarelo e o Quarto Windsor, assim chamado depois de ser usado pelo Duque de Windsor na sua visita a Belton House durante a década de 1930, com a sua amante Wallis Simpson. Peregrine Cust, 6º Barão, o "Lord-in-waiting" do Rei, ficou fortemente envolvido na Crise de Abdicação de 1936. Actualmente, Belton House tem uma exposição permanente dedicada a este evento.

## Jardins e Parque

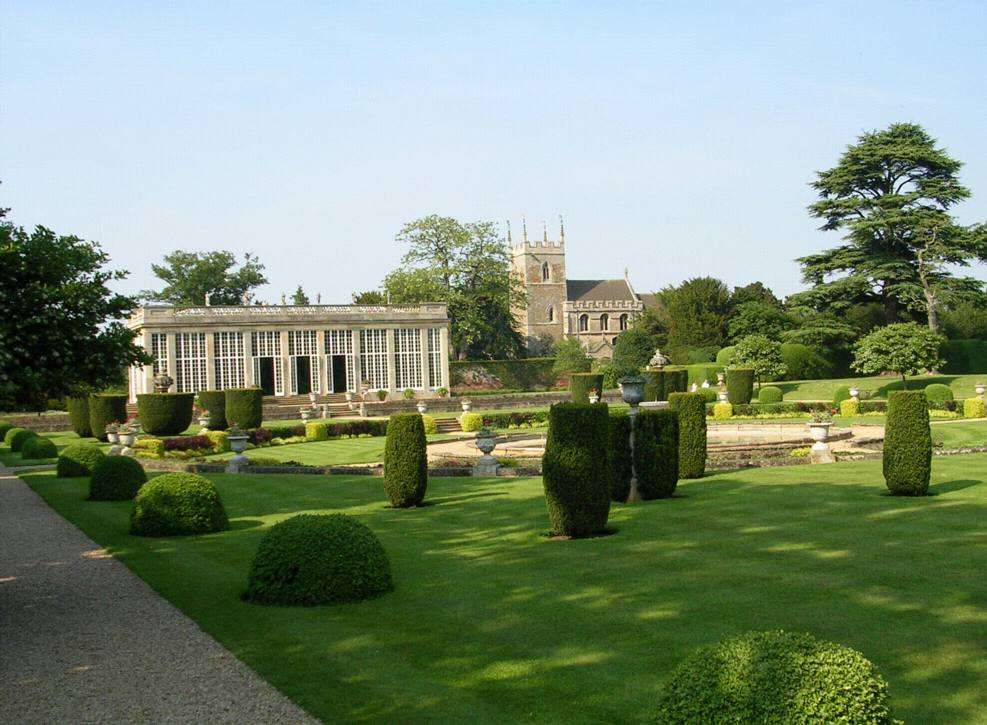
O "Jardim Italiano", Orangery e Igreja. A Orangery e o "Jardim Italiano" foram desenhados por Jeffry Wyatville no início do século XIX. A Igreja contém o túmulo dos proprietários "Browlow and Cust" de Belton House.

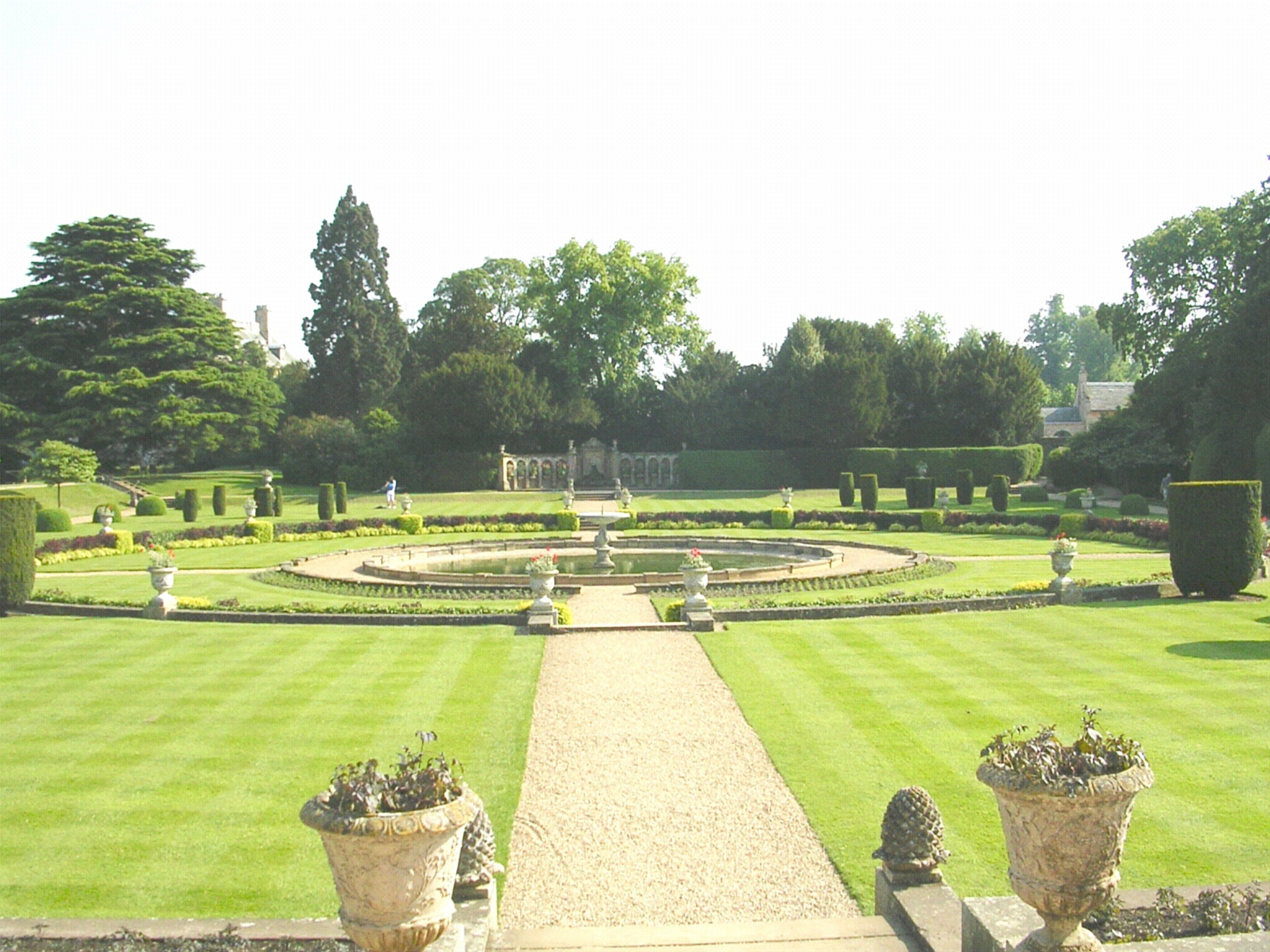
O Jardim Italiano visto a partir da Orangery, em direcção ao "Leão Êxedra" (um painel semi-circular) desenhado por Jeffry Wyatville.

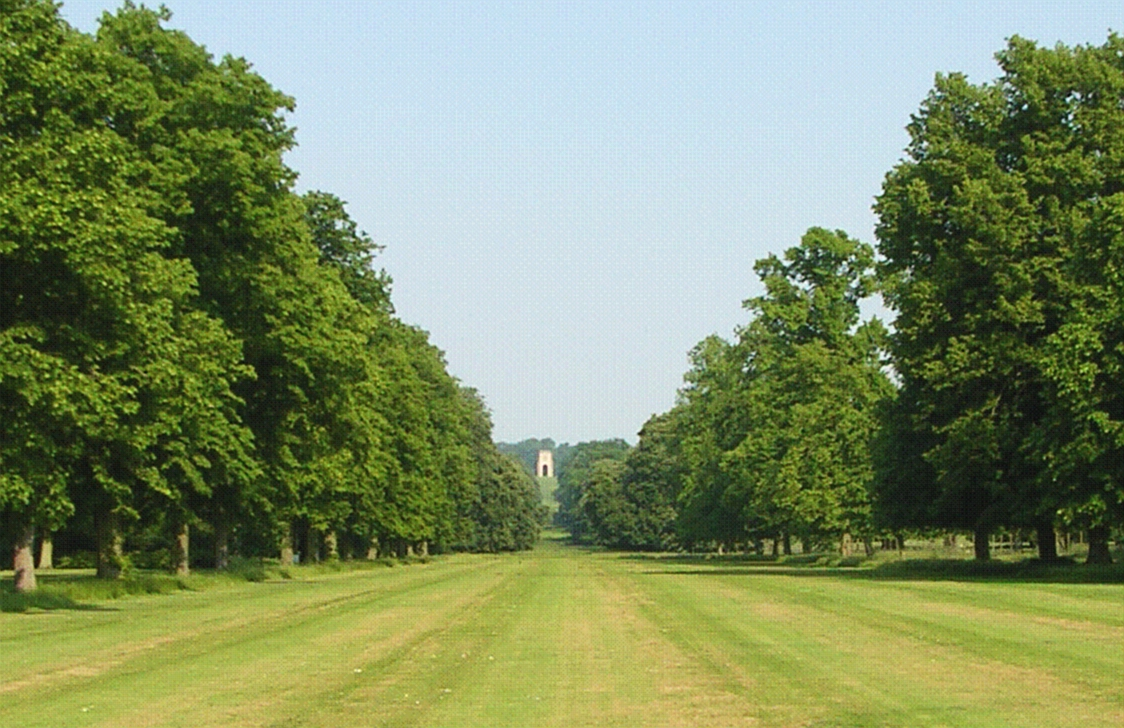
Vista a partir da frente Este do palácio, juntamente com a avenida Este, através do parque em direcção à Torre Belmout do Visconde Tyrconnel, um belvedere construído cerca de 1750. Durante a Primeira Guerra Mundial, o parque de Belton House acolheu os "Machine Gun Corps", e durante a Segunda Guerra Mundial o Regimento da Royal Air Force esteve ali estacionado.

Em 1690, foi concedida a Sir John Brownlow permissão para encerrar uma área de 1000 acres (4 km²) para transformá-la num parque, com autorização para guardar veados. Existem evidências que sugerem que alguma desta área já era um parque desde, pelo menos, 1580. O parque foi traçado com avenidas, incluindo a ainda sobrevivente Avenida Este, a qual conduz para leste a partir do palácio. Brownlow também mandou fazer um grande lago e plantou 21.400 freixos, 9.500 carvalhos e 614 árvores de fruta. Pensa-se que William Winde pode ter dado conselhos no esboço dos jardins. Proóximo do edifício ficava uma série de jardins mais formais, incluindo canais de água, cercados por plantações contendo passeios simétricos, lembrando as faixas redondas indroduzidas pelo jardineiro paisagista André Le Nôtre.
Sir John Brownlow foi sucedido em Belton House pelo seu irmão, que ficou satisfeito por permitir que a viúva de Brownlow, Alice, mantivesse a ocupação da propriedade. Alice passou o resto da sua vida em Belton House a arranjar casamentos vantajosos para as suas cinco filhas. Aquando da sua morte, em 1721, o palácio passou para o sobrinho do seu marido (e também seu genro), Sir John Brownlow III (mais tarde Visconde Tyrconnel). Tyrconnel, um dilettante de não grnde intelecto, foi responsável por muitos dos elementos arquitectónicos que sobrevivem no parque e no jardim. Entre 1742 e 1751, construiu uma série de edifícios de jardim, incluindo uma ruina neogótica, uma cascata e um belvedere conhecido como Torre Belmount. A torre possui uma pequena ala flanqueando cada lado.

## O século XX
Nas últimas três décadas do século XIX, o 3º Conde Brownlow gastou muito tempo e dinheiro a restaurar Belton House, e como consequência o palácio entrou no século XX num bos estado de preservação. No entanto, o século XX haveria de presentiar Belton House e os seus domínios com sérios problemas. Entre estes inclui-se a introdução do Imposto de Renda e da taxa de direitos sucessórios, os quais deixariam as finanças da família Brownlow severamente depauperadas.
No início da Primeira Guerra Mundial, tal como muitos outros proprietários rurais britânicos, o 3º Conde Brownlow ofereceu a sua casa e parque ao Governo para serviço de guerra. A oferta foi aceite, sendo feitas as maiores e mais drásticas mudanças no parque desde as construções de jardim do Visconde Tyrconnel. Em 1915, a estação e o campo de treino dos "Machine Gun Corps" foram instalados na parte Sul do parque de Belton House. A encosta da terra, onde o Rio Witham passa entre o Calcário do Baixo Lincolnshire e a argila das "Upper Lias", permitiram o desenvolvimento das necessárias linhas de tiro próximas de boas comunicações através da "Great North Road" e da estação de caminho de ferro "East Coast main line", em Grantham. A estação foi encerrada em 1919, o lugar limpo e a terra devolvida a Lorde Brownlow em 1920. Ainda permanecem no parque pequenos sinais da presença dos "Machine Gun Corps", mas ligações sob a forma de placas e inscrições podem ser seguidas desde o portão Sul do parque de Belton House até ao portão memorial, na via que liga a propriedade ao centro da cidade, e na nave Norte da igreja paroquial.
Belton House assistiu de novo a serviços de guerra durante a Segunda Guerra Mundial, quando o parque se tornou casa do Royal Air Force Regiment, uma recém formada unidade no interior da RAF. Inicialmente formado em 1942, o regimento em breve se mudou para Belton, onde esteve alojado em nissen huts no parque.

### 1900–1978
Os anos que se seguiram ao final da Primeira Guerra Mundial testaram severamente os proprietários de muitas das grandes herdades. A criadagem, tanto interior como exterior, que anteriormente era abundante, essencial e barata, tinha agora pouco suprimento. Milhões de homens haviam abandonado o serviço privado para se juntar ao exército, e muito poucos regressaram. As mulheres das equipas domésticas havia, sido chamadas para serviço de guerra em fábricas, e agora compreendiam que existia uma uma existência mais fácil e mais bem paga fora dos portões dos grandes palácios rurais. Com as fortunas e a criadagem depauperadas, muitos dos proprietários destes palácios travavam agora uma batalha perdido para mantê-los.
Belton House permaneceu relativamente intocado durante este período, largamente devido à falta de fortunas da família Brownlow. O 3º Conde Brownlow (1844–1921) e a sua Condessa viviam poucos meses por ano em Belton, onde iam para a caça à raposa, dividindo o tempo restante entre a sua residência em Londres e Ashridge House, um outro palácio rural no Hertfordshire. Ashridge House, um gigantesco edifício neogótico, havia chegado aos Brownlows no século XIX através da família Eggerton. Este foi vendido, com a sua colecção de arte e mobílias, para pagar os direitos sucessórios que surgiram com a morte do 3º Conde, em 1921. Belton House tornou-se, portanto, na única residência rural dos Brownlow. Mais tarde, novos direitos sucessórios incoreram em 1927, aquando da morte do sucessor do 3º Conde, o seu primo Adelbert Cust, 5º Barão Brownlow.
No período posterior vários milhares de palácios rurais de grande valor arquitectónico foram demolidos, ou viram alas completas arrasadas até ao solo. Em 1955, era demolido um destes edifícios a cada cinco dias. A este respeito, Belton House foi afortunado por ter sobrevivido no seu todo, pois além dos problemas familiares, o palácio estava agora a deteriorar-se em tal extensão que, em 1961, o 6º Barão contratou o arquitecto Francis Johnson para supervisionar um grande programa de restauros com duração de três anos. Não só o telhado foi reparado, como muitos dos apainelamentos foram retirados e restaurados e novas cornijas instaladas. Também foram feitas tentativas de restringir as infestações de fungos. Com a morte do 6º Barão, em 1978, que resultou novamente em direitos sucessórios, juntamente com os custos crescentes da manutenção, Belton House tornou-se demasiadamente dispendioso para a família Brownlow.

### ONational Trust
O 7º Barão tentou manter a posse do palácio e da propriedade abrindo-os ao público. Implantou com sucesso um parque de aventura nos bosques vizinhos para atrair famílias à casa como uma atracção turística. No entanto, as dificuldades financeiras eram demasiado grandes e, em Janeiro de 1984, transferiu a posse do palácio para o "National Trust", um corpo de caridade com experiência na administração de tais propriedades. O "National Trust" viria a comprar, com o custo de oito milhões de libras, os 1.317 acres (5.33 km²) de parque e muitos dos conteúdos do edifício. Isto foi possível através de uma doação do "National Heritage Memorial Fund" (Fundação do Memorial da Herança Nacional).
A instituição rapidamente produziu um guia para a estação de 1984, e abriu a propriedade ao público. Uma das prioridades foi o estabelecimento de um restaurante, que não só aumentaria o rendimento da propriedade, como também encorajava as pessoas a passar mais tempo em Belton, e a viajar grandes distâncias para visitá-lo. Apesar de a casa, os seus conteúdos e os edifícios exteriores estarem num adequado estado de conservação aquando da oferta, tornaram-se deste então parte de um programa progressivo de conservação e restauro. Ao mesmo tempo, o "National Trust" introduziu novos elementos e atracções, tal como uma exibição de prata que expõe uma colecção de objectos de prata acumulados pela família Brownlow a partir de 1698. Outras fontes de rendimentos surgiram com o uso da propriedade como cenário de filmes, e através do licenciamento da Galeria de Mármore e da Sala das Tapeçarias para casamentos civis, com as recepções a terem lugar nos estábulos.

## Proprietários de Belton House

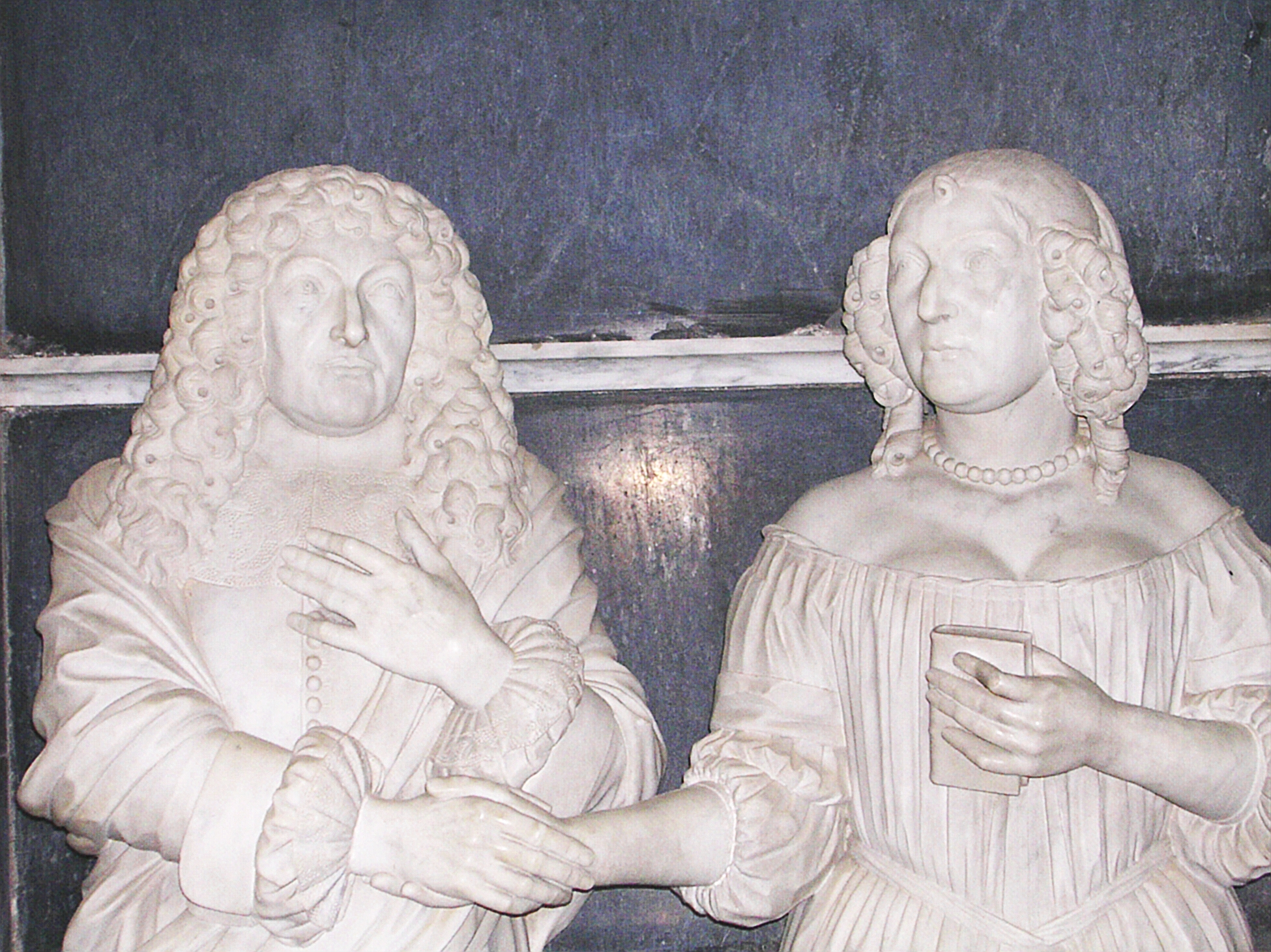
A tumba de Sir John Brownlow I e da sua esposa Alice Pulteney. "…mãos de mármore enlaçadas eternamente em mútua consolação pelo seu casamento sem filhos"

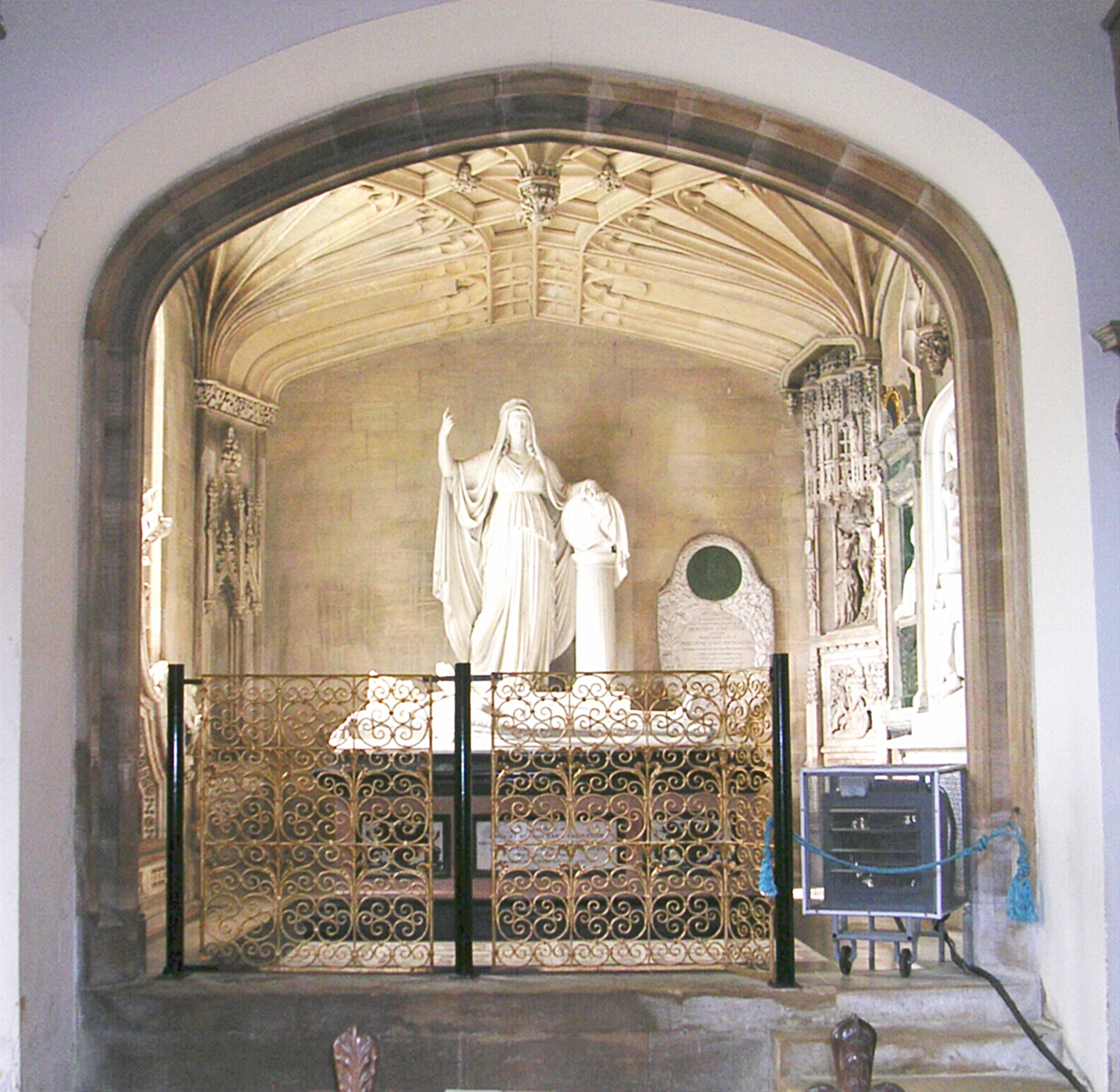
A capela funerária dos proprietários de Belton House, na igreja paroquial adjacente ao jardim do palácio.

Até ser aceite pelo National Trust, Belton House estava na posse da família do seu construtor, apesar de frequentemente através de descendências tortuosas causadas pela incapacidade de três gerações produzirem um filho e herdeiro. Isto fez com que a posse tenha passado para vias colaterais, e por vezes para trás através da linhagem feminina.
Os proprietários de Belton House estão sepultados na igreja paroquial de Belton, junto da casa. As suas tumbas são, colectivamente, um dos mais completos conjuntos de memoriais familiares na Inglaterra — de forma contínua, de geração para geração, durante quase 350 anos. O primeiro Brownlow sepultado aqui é o fundador da fortuna da família, o advogado Richard Brownlow (1555–1638), e um dos mais recentes é o 6º Barão Brownlow (1899–1978).
Os proprietários de Belton House foram:
- Sir John Brownlow I (1594–1679), que deixou o palácio por herança ao seu sobrinho-neto John Brownlow II.
- Sir John Brownlow II (1659–1697). Construtor de Belton House
- Sir William Brownlow (1665–1702). Irmão de Sir John Brownlow II, permitiu que a sua cunhada viúva conservasse Belton.
- Sir John Brownlow III (1690–1754). Feito Visconde Tyrconnel em 1718. Sobrinho e genro de Sir John Brownlow II.
- Sir John Cust (1718–1770). Orador da Câmara dos Comuns e sobrinho de Tyrconnel.
- Sir Brownlow Cust (1744–1807). Feito Barão Brownlow em 1776. Filho de Sir John Cust.
- John, 2º Barão Brownlow (1779–1853). Feito 1º Conde Brownlow em 1815. Filho de Sir Brownlow Cust.
- John, (Eggerton-Cust), 2º Conde Brownlow (1842–1867) Neto de John, 2º Barão Brownlow.
- Adelbert, 3º (e último) Conde Brownlow (1844–1921). Irmão de John, 2º Conde Brownlow.
- Adelbert Salusbury Cockayne Cust, 5º Barão Brownlow (1867–1927). Segundo primo de Adelbert, 3º Conde Brownlow.
- Peregrine Cust, 6º Barão Brownlow (1899–1978).
- Edward Cust, 7º Barão Brownlow (nasceu em 1936).
- "The National Trust" (a partir de 1984).[35]